# Derby do Cerrado
O confronto entre Goiás e Vila Nova, conhecido como Derby Goiano, Clássico Goiano, Go-Vi, Clássico do Centro-Oeste ou Derby do Cerrado é considerado o maior clássico de futebol da região Centro-Oeste do Brasil, tanto pela performance dos dois clubes, quanto pela grande rivalidade entre eles e pelo tamanho e presença de suas torcidas nas arquibancadas.

## História

### Nascimento e crescimento da rivalidade
O Goiás foi fundado no dia 6 de abril de 1943 e o Vila Nova no dia 29 de julho de 1943.
Em seus primórdios, o Goiás era um clube de origem pequeno burguesa e o Vila Nova um clube operário, formado por migrantes que tinham ido participar da construção da cidade de Goiânia, criando uma rivalidade que retratava uma parte da divisão social da época, que viria a superar a maior rivalidade clubística anterior, existente entre Atlético e Goiânia, o primeiro como representante do bairro de Campinas, e o segundo tido então como clube dos funcionários públicos.
Campeão goiano de 1973, o Vila Nova acreditou que representaria o Estado de Goiás no Campeonato Brasileiro, mas o Goiás foi o escolhido pela então CBD, por convite, causando decepção e problemas financeiros ao Tigre, que havia investido bastante no time.
Colaborou para isso o fato do Goiás ter entrado na justiça desportiva questionando o resultado da decisão, arrastando a homologação do título por mais de 2 anos.

### Hegemonia regional
Nas 4 edições da Copa Centro-Oeste, este clássico do futebol goiano decidiu o título em duas ocasiões (2000 e 2001), com duas vitórias do Goiás, que é o maior vencedor desta copa com três conquistas, enquanto o Vila Nova tem 3 vice-campeonatos, sendo o primeiro deles em 1999, curiosamente numa final contra o tradicional Cruzeiro, de Minas Gerais, que disputou a primeira edição deste torneio assim como outros clubes mineiros.
O Goiás, que tem como símbolo um periquito, é o maior ganhador do Campeonato Goiano, com 28 conquistas, e o Vila Nova, que tem como símbolo um tigre, é o terceiro, com 16 títulos.
O alviverde Goiás conquistou o Campeonato Brasileiro Série B de 1999 e o de 2012, enquanto o colorado Vila Nova faturou o Campeonato Brasileiro Série C de 1996, 2015 e 2020.

### Personagem
O irreverente goleador Túlio Maravilha é um dos personagens mais interessantes deste clássico. Após ter jogado com muito sucesso no Goiás, sendo campeão algumas vezes, artilheiro do Campeonato Goiano de 1991 e do Campeonato Brasileiro – Série A pelo alviverde, além de ter jogado em outros clubes, Túlio chegou ao Vila Nova cercado de desconfiança.
Ao chegar, logo declarou que era como melancia, "verde por fora, mas vermelho por dentro", quebrando a desconfiança da torcida do Vila Nova, seu clube do coração e ajudando o Vila Nova a conquistar o Campeonato Goiano de 2001, tendo sido o artilheiro deste campeonato com 16 gols e feito um gol na final em que o Vila derrotou o Goiás por 3–1.

## Estatísticas

### Retrospecto geral
| Estatísticas          |                                        |
| Número de jogos       | 332                                    |
| Vitórias do Goiás     | 153                                    |
| Vitórias do Vila Nova | 88                                     |
| Empates               | 91                                     |
| Gols do Goiás         | 484                                    |
| Gols do Vila Nova     | 349                                    |
| Primeiro jogo         | Goiás 4–3 Vila Nova (partida amistosa) |
| Primeiro jogo oficial | Goiás 3–1 Vila Nova (1944)             |

*Nas estatísticas acima são considerados jogos oficiais e amistosos, na época amadora e profissional.
- Último jogo considerado: Vila Nova 2–0 Goiás em 16 de agosto de 2025, válido pela 22ª rodada do Campeonato Brasileiro Série B.

- Maior goleada do Goiás: Goiás 7–0 Vila Nova, em 12 de maio de 1946, pelo Campeonato Citadino de Goiânia.
- Maior goleada do Vila Nova: Vila Nova 5–0 Goiás, em 16 de dezembro de 1979 (Troféu Ruy Brasil Cavalcante - Amistoso). Em jogos oficiais, a maior goleada foi Vila Nova 4–0 Goiás, em 7 de março de 1971, válido pela Copa Goiás.
- Maior invencibilidade do Goiás: 21 jogos (10 vitórias e 11 empates), de 23 de agosto de 1973 a 11 de setembro de 1977.
- Maior invencibilidade do Vila Nova: 10 jogos (6 vitórias e 4 empates), de 4 de fevereiro de 2024 a 16 de agosto de 2025.
- Observação: Não está computado o amistoso realizado no dia 9 de junho de 2007, em Aruanã-GO, com vitória do Vila Nova por 4–0. Existem várias outras estatísticas que consideram apenas jogos na Era do Profissionalismo, ou jogos de Campeonatos Goianos na era profissional, sendo que os dados acima mostram a estatística geral do clássico.
- Fonte: Arquivo com informações oriundas da Rádio Brasil Central AM.

## Decisões diretas, indiretas e semifinais
- 1966 – Goiás vence o Vila Nova e conquista o título – Decisão indireta[6]
- 1971 – Goiás campeão sobre o Vila Nova – Final direta
- 1973 – Vila Nova campeão sobre o Goiás – Final direta
- 1977 – Vila Nova vence o quadrangular final do Goiano – Final indireta
- 1978 – Vila Nova vence o Goiás e conquista o título goiano – Final indireta
- 1979 – Vila Nova vence hexagonal final – Final indireta
- 1980 – Vila Nova vence quadrangular final – Final indireta
- 1982 – Vila Nova campeão sobre o Goiás – Final direta
- 1983 – Goiás elimina o Vila Nova na semifinal do segundo turno – Semifinal direta
- 1989 – Goiás campeão sobre o Vila Nova – Final direta
- 1993 – Vila Nova campeão sobre o Goiás – Final direta
- 1994 – Goiás campeão sobre o Vila Nova – Final direta
- 1995 – Vila Nova elimina o Goiás em quadrangular semifinal – Semifinal indireta
- 1996 – Goiás vence o Vila no final do 1º turno – Final de turno
- 1997 – Goiás elimina o Vila Nova na semifinal – Semifinal direta
- 1998 – Goiás campeão sobre o Vila Nova – Final direta
- 1999 – Goiás campeão da Série B, do Campeonato Brasileiro – Final indireta
- 2000 – Goiás ganha o primeiro turno do Campeonato Goiano sobre o Vila Nova – Final de turno
- 2000 – Goiás ganha o segundo turno do Campeonato Goiano sobre o Vila Nova – Final de turno
- 2000 – Goiás campeão sobre o Vila Nova – Final direta (Copa Centro-Oeste)
- 2001 – Vila Nova campeão sobre o Goiás – Final direta
- 2001 – Goiás campeão sobre o Vila Nova – Final direta (Copa Centro-Oeste)
- 2002 – Goiás elimina o Vila Nova na semifinal da Copa Centro-Oeste – Semifinal direta (Copa Centro-Oeste)
- 2005 – Vila Nova campeão sobre o Goiás – Final direta
- 2006 – Goiás elimina o Vila Nova na semifinal do Campeonato Goiano – Semifinal direta
- 2007 – Goiás elimina o Vila Nova na semifinal do Campeonato Goiano – Semifinal direta
- 2011 – Goiás elimina o Vila Nova na semifinal do Campeonato Goiano – Semifinal direta
- 2012 – Goiás elimina o Vila Nova na semifinal do Campeonato Goiano – Semifinal direta
- 2016 – Goiás elimina o Vila Nova na semifinal do Campeonato Goiano – Semifinal direta
- 2017 - Goiás campeão sobre o Vila - Final direta
- 2018 - Goiás sobe para elite mais uma vez disputando acesso com o Vila e deixa seu rival pelo caminho - Decisão indireta
- 2024 - Vila Nova elimina o Goiás na semifinal da Copa Verde - Semifinal direta
- 2025 - Vila Nova elimina o Goiás na semifinal do campeonato Goiano – Semifinal direta

Decisões diretas de títulos
Campeonato Goiano – Vila Nova 5 – 5 Goiás
Copa Centro-Oeste – Vila Nova 0 – 2 Goiás
Total – Vila Nova 5 – 7 Goiás
Decisões indiretas de títulos
Campeonato Goiano – Vila Nova 4 – 1 Goiás
Campeonato Brasileiro – Série B – Vila Nova 0 – 2 Goiás
Total – Vila Nova 4 – 3 Goiás
Semifinais diretas (disputada somente entre os dois)
Campeonato Goiano – Vila Nova 1 – 5 Goiás
Copa Verde - Vila Nova 1 – 0 Goiás 
Total – Vila Nova 2 – 5 Goiás
Semifinais indiretas (disputada pelos dois, com participação de outras equipes)
Campeonato Goiano – Vila Nova 1 – 0 Goiás
Total – Vila Nova 1 – 0 Goiás
Decisões de turno
Campeonato Goiano – Vila Nova 0 – 3 Goiás
Semifinal de turno
Campeonato Goiano – Vila Nova 0 – 1 Goiás
Total Geral
Campeonato Goiano – Vila Nova 10 – 15 Goiás
Copa Centro-Oeste – Vila Nova 0 – 2 Goiás
Campeonato Brasileiro – Série B – Vila Nova 0 – 2 Goiás
Total – Vila Nova 11 – 20 Goiás

## Resultados
| Vitórias do Goiás | Empate | Vitórias do Vila Nova |

### Campeonato Brasileiro – Série A[7]
| #  | Data                   | Estádio       | Casa      | Visitante | Placar | Gols (casa)      | Gols (visitante)                 |
| -- | ---------------------- | ------------- | --------- | --------- | ------ | ---------------- | -------------------------------- |
| 01 | 20 de novembro de 1977 | Serra Dourada | Goiás     | Vila Nova | 1–0    | Lincoln (46')    |                                  |
| 02 | 11 de dezembro de 1977 | Serra Dourada | Vila Nova | Goiás     | 0–3    |                  | Lincoln (5', 49'), Rinaldo (61') |
| 03 | 23 de abril de 1978    | Serra Dourada | Vila Nova | Goiás     | 0–1    |                  | Píter (62')                      |
| 04 | 6 de outubro de 1979   | Serra Dourada | Vila Nova | Goiás     | 2–1    | Puruca (1', 45') | Pastoril (18')                   |

### Campeonato Brasileiro – Série B
| #  | Data                   | Estádio       | Casa      | Visitante | Placar | Gols (casa)                                                    | Gols (visitante)                        |
| -- | ---------------------- | ------------- | --------- | --------- | ------ | -------------------------------------------------------------- | --------------------------------------- |
| 01 | 1º de agosto de 1999   | Serra Dourada | Goiás     | Vila Nova | 1–0    | Fernandão                                                      |                                         |
| 02 | 24 de novembro de 1999 | Serra Dourada | Goiás     | Vila Nova | 1–0    | Araújo                                                         |                                         |
| 03 | 8 de dezembro de 1999  | Serra Dourada | Vila Nova | Goiás     | 0–1    |                                                                | Dill                                    |
| 04 | 6 de agosto de 2011    | Serra Dourada | Goiás     | Vila Nova | 1–1    | Felipe Amorim (86')                                            | Jairo (50')                             |
| 05 | 4 de novembro de 2011  | Serra Dourada | Vila Nova | Goiás     | 2–3    | Túlio Souza (5'), Leandro Cearense (85')                       | Iarley (9'), Felipe Amorim (33', 45')   |
| 06 | 25 de junho de 2016    | Serra Dourada | Vila Nova | Goiás     | 1–1    | Vandinho (90'+3)                                               | Rossi (58')                             |
| 07 | 15 de outubro de 2016  | Serra Dourada | Goiás     | Vila Nova | 1–2    | Walter (90'+2)                                                 | Joãozinho (14'), Frontini (60')         |
| 08 | 24 de junho de 2017    | Serra Dourada | Goiás     | Vila Nova | 0–2    |                                                                | Alan Mineiro (1', 39')                  |
| 09 | 14 de outubro de 2017  | Serra Dourada | Vila Nova | Goiás     | 0–0    |                                                                |                                         |
| 10 | 5 de maio de 2018      | Serra Dourada | Goiás     | Vila Nova | 1–3    | Rafinha (32')                                                  | Reis (9'), Alan Mineiro (63', 72')      |
| 11 | 25 de agosto de 2018   | Serra Dourada | Vila Nova | Goiás     | 3–0    | Alan Mineiro (45+3'), Alex Henrique (61'), Hélder Santos (84') |                                         |
| 12 | 25 de junho de 2021    | OBA           | Vila Nova | Goiás     | 0–0    |                                                                |                                         |
| 13 | 24 de setembro de 2021 | Serrinha      | Goiás     | Vila Nova | 1–2    | Welliton (74')                                                 | Alesson (30'), Pedro Júnior (75')       |
| 14 | 23 de junho de 2024    | OBA           | Vila Nova | Goiás     | 1–0    | Igor Henrique (62')                                            |                                         |
| 15 | 13 de outubro de 2024  | Serrinha      | Goiás     | Vila Nova | 0–1    |                                                                | Alesson (34')                           |
| 16 | 17 de abril de 2025    | Serrinha      | Goiás     | Vila Nova | 2–2    | Arthur Caíke (27'), Messias (66')                              | Facundo Labandeira (41'), Arilson (89') |
| 17 | 16 de agosto de 2025   | OBA           | Vila Nova | Goiás     | 2–0    | Elias (1'), João Vieira (80')                                  |                                         |

## Maiores públicos
- Exceto os jogos onde constam os públicos pagantes e presentes, os demais referem-se apenas aos públicos pagantes, todas as partidas disputadas no Estádio Serra Dourada.

1. Goiás 2–4 Vila Nova, 64 614, 10/06/1979, Campeonato Goiano de 1979;
2. Goiás 3–1 Vila Nova, 58 952 (57 682 pagantes), 08/05/1977, Campeonato Goiano de 1977;
3. Goiás 1–1 Vila Nova, 58 843 (41 002 pagantes), 12/12/1982, Campeonato Goiano de 1982;
4. Goiás 3–5 Vila Nova, 47 712, 28/03/1999, Campeonato Goiano de 1999;
5. Goiás 1–1 (0–1, na prorrogação) Vila Nova, 46.636, 12/08/1993, Campeonato Goiano de 1993;
6. Goiás 3–1 Vila Nova, 45 932, 30/05/1999, Campeonato Goiano de 1999;
7. Goiás 1–3 Vila Nova, 45 351, 03/06/2001, Campeonato Goiano de 2001;
8. Goiás 0–0 Vila Nova, 45 317, 17/04/2005, Campeonato Goiano de 2005;
9. Goiás 4–3 Vila Nova, 44 764 (38 599 pagantes), 28/04/2002, Copa Centro-Oeste de 2002;
10. Goiás 2–0 Vila Nova, 44 707, 09/04/1989, Campeonato Goiano de 1989;
11. Goiás 1–0 Vila Nova, 43 913 (35 488 pagantes), 08/12/1999, Camp. Brasileiro da Série B de 1999;
12. Goiás 1–0 Vila Nova, 42 703 (35 516 pagantes), 24/11/1999, Camp. Brasileiro da Série B de 1999;
13. Goiás 0–0 Vila Nova, 41 156, 07/07/1976, Campeonato Goiano de 1976;
14. Goiás 1–1 Vila Nova, 41 003, 12/12/1982, Campeonato Goiano de 1982;
15. Goiás 3–1 Vila Nova, 39 846, 02/09/1989, Campeonato Goiano de 1989;
16. Goiás 1–0 Vila Nova, 37 654, 17/03/2011, Copa Centro-Oeste de 2001;
17. Goiás 0–2 Vila Nova, 36 094, 11/02/1979, Campeonato Goiano de 1978.

Fontes: Revista Placar, Jornal O Popular, Jornal Diário da Manhã, Rádio Brasil Central AM.

## Títulos
Quadro comparativo
| Competições Nacionais               | Goiás | Vila Nova |
| ----------------------------------- | ----- | --------- |
| Campeonato Brasileiro – Série B     | 2     | 0         |
| Campeonato Brasileiro – Série C     | 0     | 3         |
| Competições Regionais               | Goiás | Vila Nova |
| Copa Centro-Oeste                   | 3     | 0         |
| Copa Verde                          | 1     | 0         |
| Competições Estaduais               | Goiás | Vila Nova |
| Campeonato Goiano                   | 28    | 16        |
| Super Campeonato Goiano             | 0     | 1         |
| Copa Goiás                          | 0     | 3         |
| Torneio Início                      | 7     | 4         |
| Campeonato Goiano – Segunda Divisão | 0     | 2         |
| Copa Leonino Caiado de Futebol      | 5     | 2         |
| Competições Municipais              | Goiás | Vila Nova |
| Taça Cidade de Goiânia              | 0     | 6         |
| Total                               | 45    | 36        |